# Whiplash (film, 2014)
Pour les articles homonymes, voir Whiplash.
Pour plus de détails, voir Fiche technique et Distribution.
Whiplash est un film dramatique américain écrit et réalisé par Damien Chazelle, sorti en 2014.
Il s'agit de l'adaptation du court-métrage homonyme du même réalisateur, qui a remporté le Prix du jury au festival de Sundance 2013. Le long-métrage remporte le Grand prix du jury et le Prix du public de l'édition 2014 du festival dans la section « U.S. Dramatic. ». Il obtient ensuite le Grand prix et le Prix du public du Festival du cinéma américain de Deauville 2014. Enfin, le film est nommé pour cinq Oscars, dont celui du meilleur film, il en remporte trois. Le réalisateur Damien Chazelle accède à une renommée fulgurante et la carrière de l’acteur J. K. Simmons est relancée.
Le titre fait référence au morceau Whiplash de Hank Levy, repris plusieurs fois dans le film.

## Synopsis
Andrew Neiman est un batteur de jazz de 19 ans. Il vient d'intégrer le prestigieux Shaffer Conservatory de New York, l'une des meilleures écoles de musique du pays. Aspirant à devenir le nouveau Buddy Rich, il est repéré par le très exigeant Terence Fletcher, enseignant et chef d'orchestre à Shaffer, qui l'intègre dans son Studio Band en qualité de batteur remplaçant.
Andrew s'entraîne avec acharnement pour accéder aux attentes toujours plus inaccessibles de Fletcher. Sous prétexte de pousser ses élèves au-delà de leurs limites, ce dernier alterne les conseils amicaux et les déchaînements d'injures, n'hésitant pas à aller jusqu'à la violence physique, lançant une chaise sur Andrew qui n'arrivait pas à suivre le tempo. Fletcher raconte pour se justifier l'histoire de Charlie Parker, le futur « Bird » : adolescent, il participe à un jam avec Jo Jones qui lui lance une cymbale à la tête sous prétexte d'un jeu particulièrement décevant. Parker, dépité, rentre chez lui et s'entraîne pendant un an. Parallèlement, Andrew sort avec Nicole, la jeune caissière d'un cinéma où il se rend parfois avec son père, mais leur relation tourne court ; il rompt avec elle afin de se consacrer à la batterie.
Étant remplaçant à la batterie, la situation d'Andrew change entre le premier et le second concert, car il a égaré le dossier contenant les partitions du premier batteur qui le lui avait confié. Le premier batteur, Tanner, qui ne connaît pas par cœur sa partie, est contraint de céder la place à Andrew, qui a mémorisé Whiplash. La performance de l'ensemble de l'orchestre, y compris Andrew, est parfaite, ce qui vaut à l'orchestre la première place du concours et à Andrew le poste de premier batteur.
Mais cela n'empêche pas Fletcher de mettre à Andrew des bâtons dans les roues en lui annonçant qu'il a repéré Connelly, un autre aspirant batteur. La concurrence devient féroce. Après une longue « audition » épuisante de Fletcher, Andrew est confirmé premier batteur pour un autre concours. Andrew se présente juste à temps, son bus ayant un pneu crevé, mais Fletcher, à cause du retard, a décidé de le remplacer par Connelly. Ne l'entendant pas de la sorte et tenant tête pour la première fois à son professeur, Andrew court chercher des baguettes, qu'il a oubliées à l’agence où il a loué une voiture.
En retournant au concours, Andrew est victime d'un accident de voiture avec un camion. Andrew entre sur scène blessé, entre autres, à un doigt, n'arrive pas à suivre à cause de la douleur et perd une baguette alors qu'il joue. Lorsque Fletcher interrompt le morceau, il lui dit : « Tu es fini » et présente ses excuses au nom de Shaffer Conversatory. Andrew se jette sur lui en l'insultant et sera expulsé pour cela de Shaffer.
Son père le convainc de témoigner anonymement contre Fletcher, pour harcèlement psychologique, harcèlement qui avait probablement été la cause du suicide d'un ancien élève de Fletcher, Sean Casey (Fletcher avait dit en pleurs que ce dernier s'était tué lors d'un accident de voiture). La carrière d'Andrew semble finir ici : sa batterie bien-aimée finit dans un placard et il ne voit plus aucun but à sa vie. Quelque temps après, se promenant dans les rues de New York, Andrew repère une salle où joue Fletcher. Il décide d'entrer, Fletcher le voit et l'invite à parler autour d'une table. Fletcher a été renvoyé de Shaffer à cause de la lettre anonyme. Fletcher précise qu'il ne se repent pas de ses méthodes dures, car son objectif est de faire ressortir le meilleur de ses étudiants. Il révèle également que Tanner et Connolly étaient seulement deux épreuves pour lui, qu'il aurait dû être en mesure de surmonter. Il lui propose de jouer au JVC festival en tant que batteur dans son nouveau groupe, offre qu'Andrew accepte rapidement. Il invite Nicole à assister au spectacle mais celle-ci hésite, étant engagée dans une nouvelle relation.
Le grand jour arrive, dernière chance pour Andrew : ou bien il sera applaudi et commencera une grande carrière, ou il devra changer de métier.
Andrew, après avoir raté le premier morceau qu'il ne connaît pas (un piège volontaire de Fletcher, qui lui révèle qu'il sait qu'il a témoigné contre lui), se lance contre toute attente dans une transition improvisée avant d'introduire le morceau Caravan, qu'il termine avec un solo de batterie d'anthologie. Fletcher, d'abord furieux, est surpris par la prouesse du jeune homme et finit par le guider lors de son solo. Un regard de Fletcher termine ce film.

## Fiche technique
- Titre original : Whiplash
- Réalisation : Damien Chazelle
- Scénario : Damien Chazelle, d'après son propre scénario du court-métrage Whiplash (2013)[3]
- Direction artistique : Melanie Jones
- Décors : Hunter Brown
- Costumes : Lisa Norcia
- Photographie : Sharone Meir
- Son : Craig Mann
- Montage : Tom Cross
- Musique : Justin Hurwitz
- Production : David Lancaster et Michel Litvak
- Sociétés de production : Blumhouse Productions, Bold Films, Exile Entertainment et Right of Way Films
- Sociétés de distribution : Sony Pictures Classics (USA), Ad Vitam Distribution (France)
- Budget : 3,3 millions de dollars[4]
- Pays d’origine :  États-Unis
- Langue originale : anglais
- Format : couleur — Vidéo HD et SxS Pro — 2,40:1 — son Dolby Digital
- Genre : drame
- Durée : 106 minutes
- Dates de sortie : 
  - États-Unis : 17 janvier 2014 (festival du film de Sundance 2014) ; 10 octobre 2014 (sortie nationale), classée R
  - France : 24 décembre 2014
- (fr) Mention CNC[5] : tous publics, art et essai (visa d'exploitation no 141166 délivré le 12 décembre 2014)

## Distribution
- Miles Teller (VFB : Sébastien Hébrant) : Andrew Neiman
- J. K. Simmons (VFB : Robert Guilmard) : Terence Fletcher
- Paul Reiser (VFB : Franck Dacquin) : Jim Neiman, le père d'Andrew.
- Melissa Benoist (VFB : Élise Huart) : Nicole
- Austin Stowell (VFB : Maxime van Santfoort) : Ryan Connolly, un des batteurs du groupe de Fletcher.
- Nate Lang (VFB : Antoni Lo Presti) : Carl Tanner, un des batteurs du groupe de Fletcher.
- Chris Mulkey : Frank Neiman, l'oncle d'Andrew.
- Damon Gupton : M. Kramer, le premier instructeur d'Andrew.

Version française dirigée par Bruno Buidin au studio Dub Fiction (Belgique), d'après une adaptation des dialogues de Bruno Chevillard. Informations issues du carton du doublage français.

## Production

### Développement et choix des interprètes

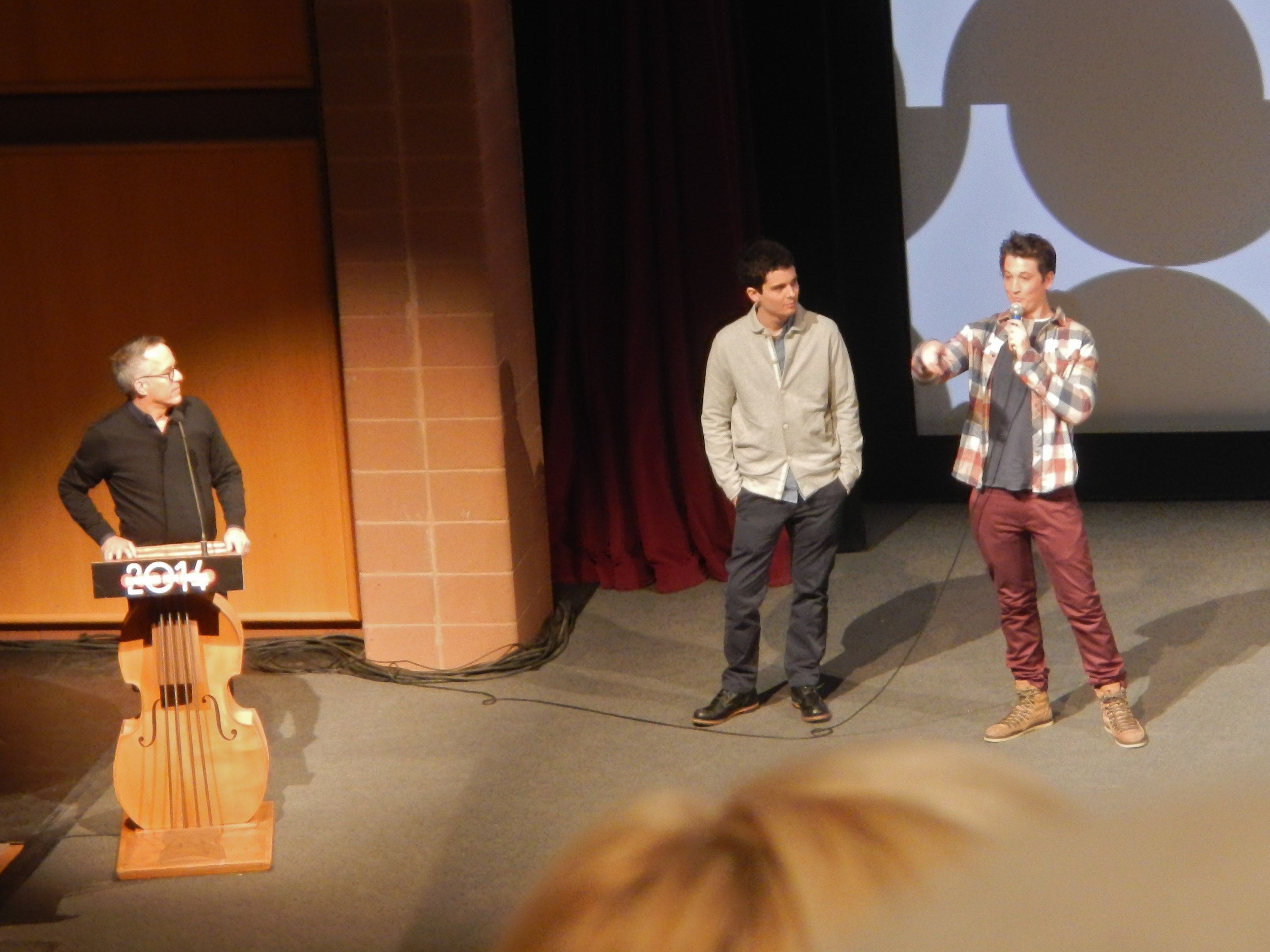
Le cinéaste Damien Chazelle et l'acteur Miles Teller au Festival de Sundance 2014.

Pendant ses études à Princeton High School, Damien Chazelle est dans un groupe de jazz « très compétitif », il est attiré par la sensation de borderline, controle de limite, « juste crainte » durant ces années. Pour le personnage de Terence Fletcher, Chazelle s'est inspiré de son instructeur de groupe décédé en 2003, mais a « poussé plus loin » en ajoutant un peu de Buddy Rich ainsi que d'autres leaders de groupe de jazz célèbres pour leur tyrannie.
Conçu à l'origine sous la forme d'un scénario de 85 pages, Whiplash est mis en avant après avoir été présenté à la Black List en 2012, qui comprend les meilleurs scénarios encore non produits. Right and Way Films et Blumhouse Productions le produisent et, dans le but d'obtenir un financement pour le film, tournent quinze pages du scénario dans un court-métrage mettant en vedette Johnny Simmons dans le rôle du batteur et J.K. Simmons dans le rôle de l'enseignant. Le court-métrage de dix-huit minutes est fort acclamé par la critique lors de sa présentation au Festival de Sundance en 2013, ce qui lui permet d'attirer des investisseurs afin de signer et de produire la version complète du script. Le long-métrage est financé pour un budget de 3,3 millions de dollars par Bold Films. Il s'agit du second long-métrage réalisé par Chazelle après Guy and Madeline on a Park Bench, sorti en 2009, alors qu'il est étudiant, qui fut nommé « meilleur film de l'année 2009 » et reconnu par plusieurs critiques.
En août 2013, Miles Teller a signé pour jouer le rôle du batteur tenu par Johnny Simmons, tandis que J.K. Simmons reprend son rôle du court-métrtage. Initialement, Chazelle voulait Teller pour le court-métrage, mais il était indisponible. Il a pu l'engager pour le long-métrage, puisqu'il savait jouer de la batterie et, en outre, commençait à avoir une notoriété . En septembre 2013, Melissa Benoist rejoint le casting. Bien que créditée au générique en quatrième position, Benoist apparaît moins de dix minutes à l'écran.

### Tournage

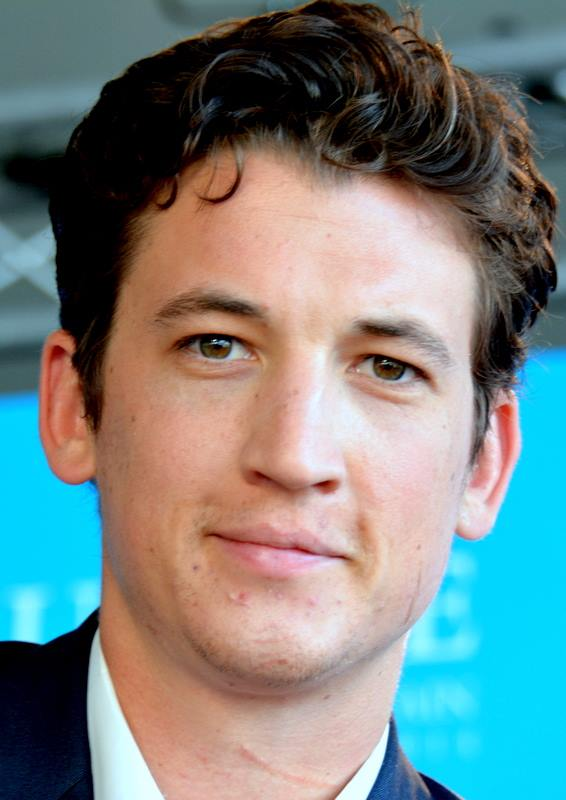
Miles Teller pour la présentation du film au Festival de Deauville 2014.

Le tournage de Whiplash débute en septembre 2013 à Los Angeles, entre autres à l'Hôtel Barclay, Palace Theater et l'Orpheum Theatre,. Il se déroule pendant dix-neuf jours, avec un horaire de quatorze heures par jour, à Santa Clarita, en Californie avec quelques plans d'extérieur à New York, où le film est censé se dérouler. Chazelle subit un grave accident de voiture lors de la troisième semaine de tournage et il est hospitalisé. On lui diagnostique une possible commotion cérébrale, mais il revient le lendemain sur le tournage terminer le film dans les temps.
Teller, pourtant batteur depuis ses quinze ans, reprend des cours à raison de quatre heures par jour, trois fois par semaine, afin de parfaire sa technique : toutefois, il ne réalise que 70 % des prestations du film, le reste étant doublé par son professeur. La performance du jeune comédien lui a provoqué des saignements et de nombreuses cloques. Quant à J.K. Simmons, il se destinait initialement au métier de compositeur après avoir été diplômé de l’université du Montana. Ayant joué du piano dans le passé, il dut reprendre des leçons,.
Simmons a eu deux côtes fêlées lorsque Teller et lui tournent la scène de la bagarre au cours des deux derniers jours de tournage, mais il réussit à continuer à travailler . Pendant les scènes montrant d'intenses séances de répétition à la batterie, Chazelle ne criait pas « Coupez ! » de sorte que Teller jouait jusqu'à épuisement. Lors de la scène de la gifle, Simmons et Teller ont tourné plusieurs prises durant lesquelles Simmons mimait la gifle, mais pour la prise finale, les deux acteurs ont joué la scène avec une véritable gifle, qui sera gardée pour le film .

### Musique
1. Snare Liftoff (IWant To Be One Of The Greats) (0:43)
2. Overture - Justin Hurwitz (3:19)
3. Too Hip To Retire - Tim Simonec (3:03)
4. Whiplash - Hank Levy (1:55)
5. Fletcher’s Song In Club - Justin Hurwitz (1:28)
6. Caravan - Duke Ellington et Juan Tizol (9:14)
7. What’s Your Name (If You Want The Part, Earn It) (1:30)
8. Practicing - Justin Hurwitz (1:43)
9. Invited - Justin Hurwitz (:54)
10. Call From Dad - Justin Hurwitz (:40)
11. Accident - Justin Hurwitz (5:21)
12. Hug From Dad - Justin Hurwitz (1:19)
13. Drum & Drone - Justin Hurwitz (1:34)
14. Carnegie - Justin Hurwitz (:36)
15. Ryan / Breakup - Justin Hurwitz (:31)
16. Drum Battle - Justin Hurwitz (2:21)
17. Dismissed - Justin Hurwitz (2:51)
18. Good Job (He Was ABeautiful Player) (1:28)
19. Intoit - Stan Getz (3:19)
20. No Two Words - Nicholas Britell et Justin Hurwitz (1:41)
21. When I Wake - Justin Hurwitz (3:50)
22. Casey’s Song - Justin Hurwitz (1:57)
23. Upswingin’ - Tim Simonec (2:12)

## Sortie du film et accueil

### Box-office
Whiplash sort aux États-Unis dans une combinaison limitée de six salles et rapporte 135 388 $ de recettes, le week-end de sa sortie. Le film voit s'élargir progressivement sa sortie dans plus de 500 salles et lui permet d'engranger 13 092 000 $ après vingt-cinq semaines d'exploitation. Le long-métrage rapporte 35 890 041 $ de recettes internationales, récoltant une grande partie de ses bénéfices en Corée du Sud, avec 11 419 255 $. Dans le monde, il totalise 48 982 041 $.
En France, Whiplash prend la dixième place du box-office la semaine de sa sortie, avec 138 431 entrées sur 166 salles. Bénéficiant d'un bouche-à-oreille favorable, le film gagne des salles supplémentaires (jusqu'à 373 salles) et reste dans le top 20 hebdomadaire durant les six semaines suivantes, tout en atteignant le seuil de 500 000 entrées. Resté vingt-neuf semaines à l'affiche, dont quatorze en province, Whiplash totalise 639 732 entrées sur le territoire français.

### Accueil critique

#### Aux États-Unis
Whiplash est unanimement salué par l'ensemble des critiques professionnels, recueillant 94 % d'opinions favorables sur le site Rotten Tomatoes, pour 258 critiques collectées et une moyenne de 8,6⁄10. Sur le site Metacritic, le film obtient un score de 88⁄100, pour 49 critiques collectées, avec la mention « acclamation universelle ».
La performance de J.K. Simmons est largement encensée, qui lui vaudra plus tard l'Oscar du meilleur acteur dans un second rôle,. Parmi les critiques positifs, Peter Debruge dans sa critique de Variety note que Whiplash « démolit les clichés du genre prodige musical [...] avec toute l'intensité psychologique d'une arène de bataille ou de sport ». Todd McCarthy de Hollywood Reporter salue les performances de Teller et Simmons, écrivant que « Teller, qui a grandement impressionné à Sundance l'année dernière avec The Spectacular Now, fait à nouveau une performance qui est le plus souvent frémissante que volatile... Simmons a la grande chance pour un acteur chevronné d'avoir trouvé ici un partenaire avec qui il peut courir, ce qu'il fait passionnément ».
Parmi les critiques négatives, Forrest Wickman de Slate accuse le long-métrage de fausser l'histoire du jazz et une idée trompeuse de génie, tandis que dans le New Yorker, Richard Brody a fait valoir que Whiplash « ne fait honneur ni au jazz, ni au cinéma ». Le terme « Whiplash backlash » est utilisé pour décrire la réaction de ceux qui l'ont détesté,.
Whiplash figure dans le Top 10 des meilleurs films de 2014 de plusieurs journaux ou sites internet.
| - 1er – William Bibbiani, CraveOnline - 1er – Chris Nashawaty, Entertainment Weekly - 1er – Erik Davis, Movies.com - 2e – A.A. Dowd, The A.V. Club - 2e – Scott Feinberg, The Hollywood Reporter - 2e – Mara Reinstein, Us Weekly - 2e – Bryden Doyle, "Inside Halton" - 3e – Tasha Robinson, The Dissolve - 3e – Amy Taubin, Artforum - 3e – Steve Persall, Tampa Bay Times - 3e – Matt Singer, ScreenCrush - 3e – Rob Hunter, Film School Rejects (en) - 4e – Ignatiy Vishnevetsky, The A.V. Club - 4e – Kyle Smith, New York Post - 4e – Peter Hartlaub, San Francisco Chronicle - 4e – Brian Miller, Seattle Weekly - 4e – Michael Phillips, Chicago Tribune - 4e – David Edelstein, Vulture - 5e – Ty Burr, The Boston Globe - 5e – Genevieve Koski, The Dissolve - 5e – James Berardinelli, Reelviews - 5e – David Ansen, The Village Voice - 5e – Betsy Sharkey, Los Angeles Times (partagé avec Foxcatcher) - 6e – Peter Travers (en), Rolling Stone | - 6e – Richard Roeper, Chicago Sun-Times - 6e – Joe Neumaier, New York Daily News - 7e – Jesse Hassenger, The A.V. Club - 7e – Rex Reed, New York Observer - 7e – Noel Murray, The Dissolve - 7e – Jocelyn Noveck, Associated Press - 7e – Wesley Morris, Grantland - 7e – Alison Willmore, BuzzFeed - 8e – Keith Phipps, The Dissolve - 8e – Mike Scott, The Times-Picayune - 8e – Rafer Guzman, Newsday - 8e – Seth Malvín Romero, A.V. Wire - 8e – Ben Kenigsberg, The A.V. Club - 8e – Barbara Vancheri, Pittsburgh Post-Gazette - 8e – Kristopher Tapley, Hitfix - 8e – Matthew Jacobs & Christopher Rosen, Huffington Post - 9e – Nathan Rabin, The Dissolve - 10e – Clayton Davis, Awards Circuit - 10e – Owen Gleiberman, BBC - Top 10 (listé par ordre alphabetique) – Claudia Puig, USA Today - Top 10 (listé par ordre alphabetique) – Stephen Whitty, The Star-Ledger |

#### En France
Whiplash est largement reçu favorablement par les critiques professionnels lors de sa sortie ; le site Allociné propose une moyenne de 4,2⁄5 à partir de l'interprétation de 38 critiques.
Parmi les critiques positifs, Christophe Carrière de L'Express note que le film, « joué à la perfection et raconté par un jeune réalisateur qui connaît la musique, cette vraie-fausse success story se tend jusqu'à claquer au visage tel un coup de fouet », ajoutant même que « ce qui se présentait comme un Fame version baguettes se transforme en une réflexion acerbe sur l'ambition à travers un jeu pervers de dominant dominé ». Pour Mathilde Blottière de Télérama, « avec une virtuosité incroyable, Damien Chazelle fait de cette maigre intrigue un duel captivant où le jazz, musique jouissive, se fabrique dans la douleur, à grands jets de sueur et de sang ». Alain Spira de Paris Match note que « Damien Chazelle (...) réussit avec une efficacité bouleversante à nous faire pénétrer comme une aiguille dans une veine, dans l’âme même de la musique et de ses exigences surhumaines ». Sophie Benamon de Studio Ciné Live qualifie Whiplash de « Black Swan de la batterie, duel intense, pour un film magistral » et qu'il est « redoutablement intelligent, sensitif, racé, brillant ».
Parmi les critiques mitigées ou négatives, Simon Riaux d'Écran Large écrit que « Whiplash s'avère une composition soignée, mais qui manque un peu d'inspiration », tandis que pour Bruno Icher de Libération, « ce n’est pas tant le sujet qui use à la longue, mais le caractère prévisible des innombrables face-à-face entre la victime et le bourreau ». La rédaction des Cahiers du Cinéma trouve que « le problème, c’est que le film ne comporte qu’une scène, répétée en boucle jusqu’à l’épuisement ». Thomas Sotinel du Monde, quant à lui, trouve que « le scénario répète la même anecdote ».

## Distinctions

### Récompenses
- Festival du cinéma international en Abitibi-Témiscamingue 2014 : Grand Prix Hydro-Québec pour le meilleur long-métrage
- Festival international du film de Calgary 2014 : People's Choice Awards
- Festival du cinéma américain de Deauville 2014 : sélection en compétition
  - Grand prix du jury
  - Prix du public
- Festival du grain à démoudre 2014 : prix du public
- Festival du film de Mill Valley 2014 : prix du public
- Festival du film de Sundance 2014 : sélection « U.S. Dramatic Competition »
  - Grand prix du jury
  - Prix du public
- Festival international du film de Valladolid 2014 : 
  - Golden Spike du meilleur film
  - Pilar Miró Award pour Damien Chazelle

- American Film Institute Awards 2014 : top 10 des meilleurs films de l'année
- Boston Society of Film Critics Awards 2014 :
  - Meilleur acteur dans un second rôle pour J. K. Simmons
  - Meilleure utilisation de musique dans un film
- Chicago Film Critics Association Awards 2014 :
  - Meilleur acteur dans un second rôle pour J. K. Simmons
  - Réalisateur le plus prometteur pour Damien Chazelle
  - Meilleur montage pour Tom Cross
- Critics' Choice Movie Awards 2015 : meilleur acteur dans un second rôle pour J. K. Simmons
- Dallas-Fort Worth Film Critics Association Awards 2014 : Meilleur acteur dans un second rôle pour J. K. Simmons
- Detroit Film Critics Society Awards 2014 :
  - Meilleur acteur dans un second rôle pour J. K. Simmons
  - Révélation de l'année pour Damien Chazelle
- Indiana Film Journalists Association Awards 2014 : 
  - Meilleur acteur dans un second rôle pour J. K. Simmons
  - Meilleur scénario adapté
- Los Angeles Film Critics Association Awards 2014 : meilleur acteur dans un second rôle pour J. K. Simmons
- New York Film Critics Circle Awards 2014 : meilleur acteur dans un second rôle pour J. K. Simmons
- New York Film Critics Online Awards 2014 : meilleur acteur dans un second rôle pour J. K. Simmons
- Phoenix Film Critics Society Awards 2014 : meilleur acteur dans un second rôle pour J. K. Simmons
- St. Louis Film Critics Association Awards 2014 : meilleur acteur dans un second rôle pour J. K. Simmons
- Toronto Film Critics Association Awards 2014 : meilleur acteur dans un second rôle pour J. K. Simmons
- Washington D.C. Area Film Critics Association Awards 2014 : meilleur acteur dans un second rôle pour J. K. Simmons

- British Academy Film Awards 2015 :
  - Meilleur acteur dans un second rôle pour J. K. Simmons
  - Meilleur montage
  - Meilleur son
- Golden Globes 2015 : meilleur acteur dans un second rôle pour J. K. Simmons
- National Society of Film Critics Awards 2015 : meilleur acteur dans un second rôle pour J. K. Simmons (1re place)
- Vancouver Film Critics Circle Awards 2015 :
  - Meilleur film
  - Meilleur acteur dans un second rôle pour J. K. Simmons
- Screen Actors Guild Awards 2015 : meilleur acteur dans un second rôle pour J. K. Simmons
- Oscars du cinéma 2015 : 
  - Meilleur acteur dans un second rôle pour J. K. Simmons
  - Meilleur mixage de son pour Craig Mann, Ben Wilkins et Thomas Curley
  - Meilleur montage pour Tom Cross
- Saturn Awards 2015 : Meilleur film indépendant

### Sélections
- Festival de Cannes 2014 : sélection « Quinzaine des réalisateurs » et en compétition pour la Queer Palm
- Festival international du film de Toronto 2014 : sélection « Special Presentations »

### Nominations
- Gotham Awards 2014 : meilleur acteur pour Miles Teller

- British Academy Film Awards 2015 :
  - Meilleur réalisateur pour Damien Chazelle
  - Meilleur scénario original pour Damien Chazelle
- Critics' Choice Movie Awards 2015 :
  - Meilleur film
  - Meilleur acteur pour Miles Teller
  - Meilleur scénario original pour Damien Chazelle
  - Meilleur montage pour Tom Cross
- Film Independent's Spirit Awards 2015 :
  - Meilleur film
  - Meilleur réalisateur pour Damien Chazelle
  - Meilleur acteur dans un second rôle pour J. K. Simmons
  - Meilleur montage pour Tom Cross
- Oscars du cinéma 2015 :
  - Meilleur film
  - Meilleur scénario adapté pour Damien Chazelle
- Satellite Awards 2015 :
  - Meilleur film
  - Meilleur réalisateur pour Damien Chazelle
  - Meilleur acteur pour Miles Teller
  - Meilleur acteur dans un second rôle pour J. K. Simmons
  - Meilleur son pour Ben Wilkins, Craig Mann et Thomas Curley
- Writers Guild of America Awards 2015 : meilleur scénario original de film pour Damien Chazelle